# Matthias Mayer
Matthias Mayer, född 9 juni 1990, är en österrikisk alpin skidåkare. Han gjorde sin första världscupstart i superkombinationen i Sestriere 2009 där han kom 43:a. Hans största merit hittills i karriären är ett individuellt OS-guld i störtloppet i Sotji 2014 samt två guld i super-G vid OS i Pyeongchang 2018 och Peking 2022.
Hans främsta disciplin är dock super-G. Han har sju pallplatser hittills i karriären, fyra i super-G och tre i störtlopp.

## Pallplatser i världscupen (8)
| Datum            | Plats          | Land      | Disciplin | Placering |
| ---------------- | -------------- | --------- | --------- | --------- |
| 25 januari 2013  | Kitzbühel      | Österrike | Super-G   | Tvåa      |
| 1 december 2013  | Lake Louise    | Kanada    | Super-G   | Tvåa      |
| 1 mars 2014      | Kvitfjell      | Norge     | Störtlopp | Trea      |
| 2 mars 2014      | Kvitfjell      | Norge     | Super-G   | Trea      |
| 12 mars 2014     | Lenzerheide    | Schweiz   | Störtlopp | Etta      |
| 30 november 2014 | Lake Louise    | Kanada    | Super-G   | Tvåa      |
| 28 december 2014 | Santa Caterina | Italien   | Störtlopp | Tvåa      |
| 23 januari 2015  | Kitzbühel      | Österrike | Super-G   | Tvåa      |